# Mehmet Ali Kaçar
Mehmet Ali Kaçar (* 18. Januar 1998 in Afşin, Türkei) ist ein türkischer Fußballspieler.

## Karriere
Kaçar erlernte das Fußballspielen u. a. in den Nachwuchsabteilungen der Vereine Mersin Türkocağı SK und Mersin İdman Yurdu.
Aufgrund von Spielermangel und einer Transfersperre erhielt er bei letzterem im Januar 2016 zusammen mit anderen Nachwuchsspielern einen Profivertrag und wurde Teil der Profimannschaft. Sein Profidebüt gab er am 28. Januar 2016 in der Pokalbegegnung gegen Çaykur Rizespor.
Im Januar 2017 verließ er diesen Verein und wechselte zum Erstligisten Antalyaspor.